# Políbio Gomes dos Santos
Políbio Gomes dos Santos (Ansião, 7 de Agosto de 1911 — Ansião, 3 de Agosto de 1939, foi um poeta português.
Políbio, frequentou o Instituto Militar dos Pupilos do Exército em Lisboa e terminou os seus estudos liceais em Coimbra, tendo aí ingressado na Faculdade de Letras e Direito.
Após ser diagnosticado, em setembro de 1938, com tuberculose, foi internado no Sanatório da Guarda.
Foi um dos colaboradores dos Cadernos da Juventude, da Presença, do Sol Nascente e do O Diabo, assim como fez parte do grupo Novo Cancioneiro de tendência neo-realista.
Actualmente, existe o prémio literário Políbio Gomes dos Santos em homenagem ao poeta.

## Obras
- As Três Pessoas (1938).
- Voz que Escuta (1939) e publicado em 1944.
- Poemas (1981) com prefácio de José Marmelo e Silva

## Prémios
- Prémio António Nobre dos Jogos Florais da Universidade de Coimbra, com o caderno de poesias "Voz que Escuta"[1][2]